# 示播列 (藝術作品)

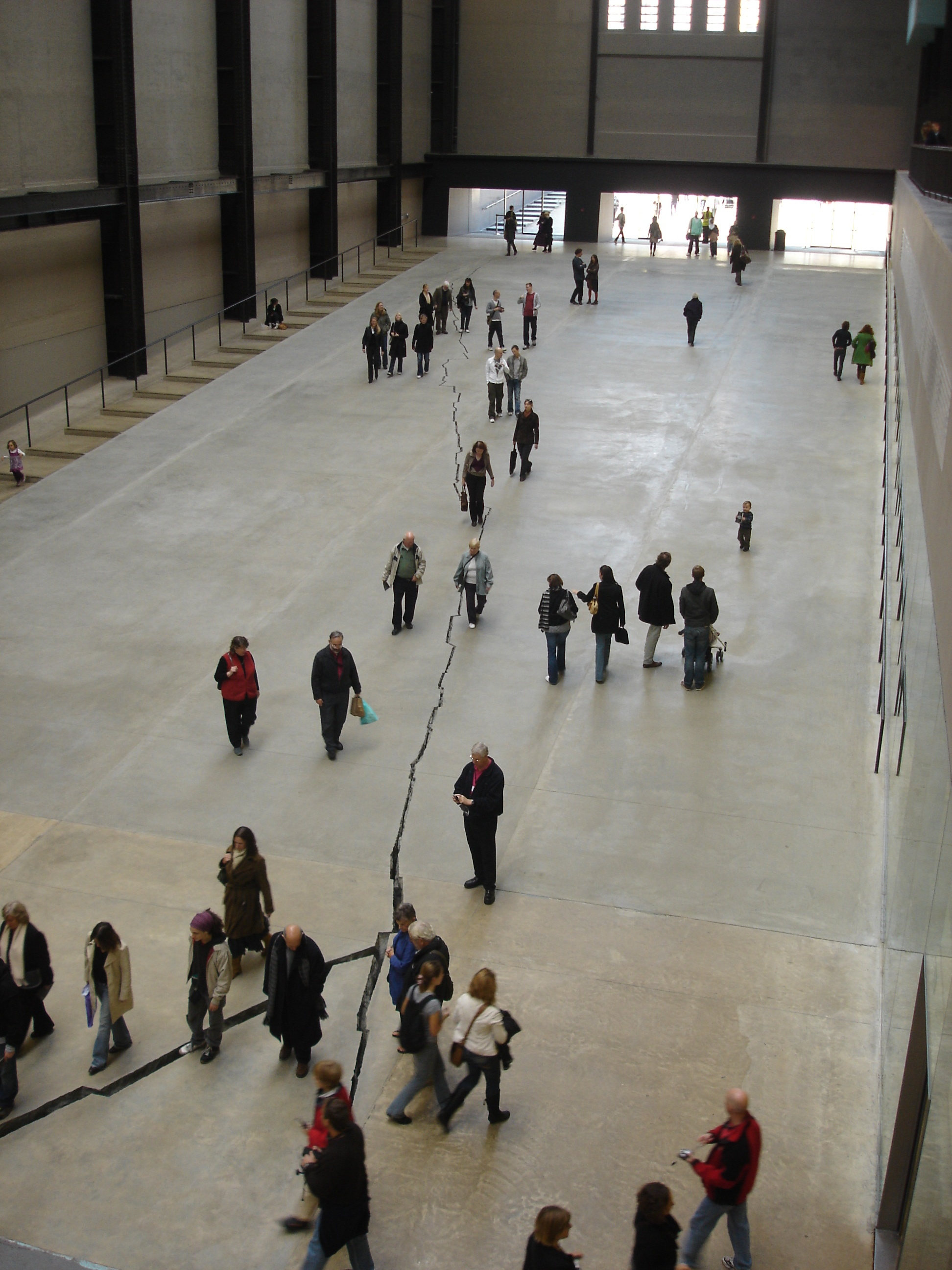
《示播列》是位於倫敦泰特美術館大廳地面的一條狹窄裂縫。

示播列（英語：Shibboleth），又被暱稱為「多麗絲的裂縫」（Doris's crack），是哥倫比亞觀念藝術家多麗絲·薩爾塞多創作的當代藝術作品。該作品將倫敦泰特美術館大廳地面一分為二，是一條長達548呎（167公尺）的巨大裂縫。
該作品從2007年10月9日展示到2008年4月6日，目前大廳地板已被重新修繕完畢。

## 描述

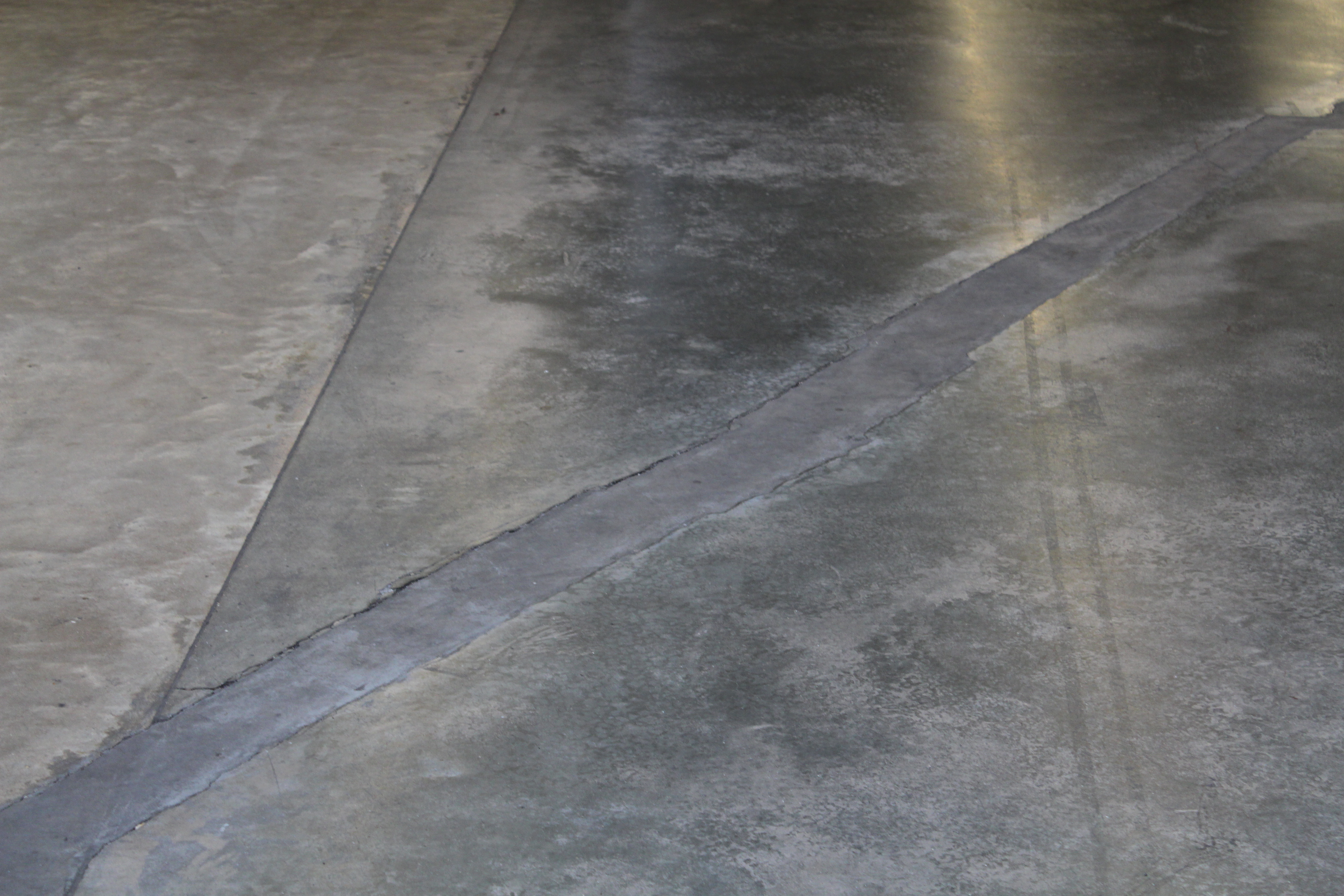
《示播列》展示期間結束後，被重新補上的渦輪廳地板

《示播列》是由聯合利華贊助、展示於倫敦泰特美術館渦輪廳（The Turbine Hall）的「聯合利華系列展覽」（Unilever Series）作品之一，該展覽於每年十月更換作品，每個作品在大廳中展示約半年。而《示播列》是展覽中的第八個作品，打造該作品耗資三十萬英鎊。
創作者為哥倫比亞藝術家多麗絲·薩爾塞多。她在渦輪廳地板打出一條長達548呎（167公尺）的蜿蜒裂縫。裂縫的其中一頭極細，另一頭則拓寬到約莫數英吋寬、約兩英呎深。泰特美術館的發言人受訪時表示：「她並沒有向我們說明作品要如何完成。她想要的是讓民眾思考什麼是真實的，而什麼又不是。」幫助打造裝置藝術的工程師則透露，這是先在原先的地板上頭澆鑄新的混凝土，之後再挖掘而成的。
薩爾塞多本人如此描述作品:
它意味著一條邊界，是移民們的共同經驗，那些種族隔離的經驗，那些種族仇恨的經驗。那是第三世界的人們來到歐洲中心時會有的經驗。就如同非法移民們所佔據的空間是負面空間（negative space），這個作品也會是個負空間（negative space）。
泰特美術館館長尼古拉斯·塞羅達爵士認為：「這條裂痕最終會成為（博物館的）一條傷痕。它會作為回憶留下，紀念這份作品以及多麗絲所觸碰到的議題。」《示播列》從2007年10月9日展示到2008年4月6日，如今渦輪廳地面的裂縫已被填滿，留下一道清晰可見的傷痕。

## 遊客安全性
在展覽開幕之前，泰特美術館安全保障負責人丹尼斯·艾亨（Dennis Ahern）曾警告遊客要小心不要被裂縫絆倒，有可能造成嚴重腿部傷害。為了維護該藝術作品的自然狀態，一般適用於這類型裂縫的物理防護措施無法使用。另外，裂縫的某些部分寬敞到足以讓一個小孩子掉入其中。館方則透過設置警告標誌、讓工作人員隨時監控展覽、分發傳單等措施來預防潛在危險 。在展覽的頭一個月，有15名民眾因此受傷，多數為輕傷，其中四起意外案件被向上申報給職業健康與安全管理局。

## 外部連結
- Shibboleth on the Tate web site, including video （页面存档备份，存于）